# Густі острови
Густі острови — ботанічний заказник місцевого значення. Об'єкт розташований на території Олевського району Житомирської області, ДП «Олевське ЛГ», Журжевицьке лісництво, кв. 29, вид. 10, 15, 17, 18, 20—30; кв. 35, 36, 41; Руднянське лісництво, кв. 19, 20, 21, 27, 28, 35, 42, 43, 49..
Площа — 1252 га, статус отриманий у 2001 році.